# El meravellós desembarc dels grecs a Empúries

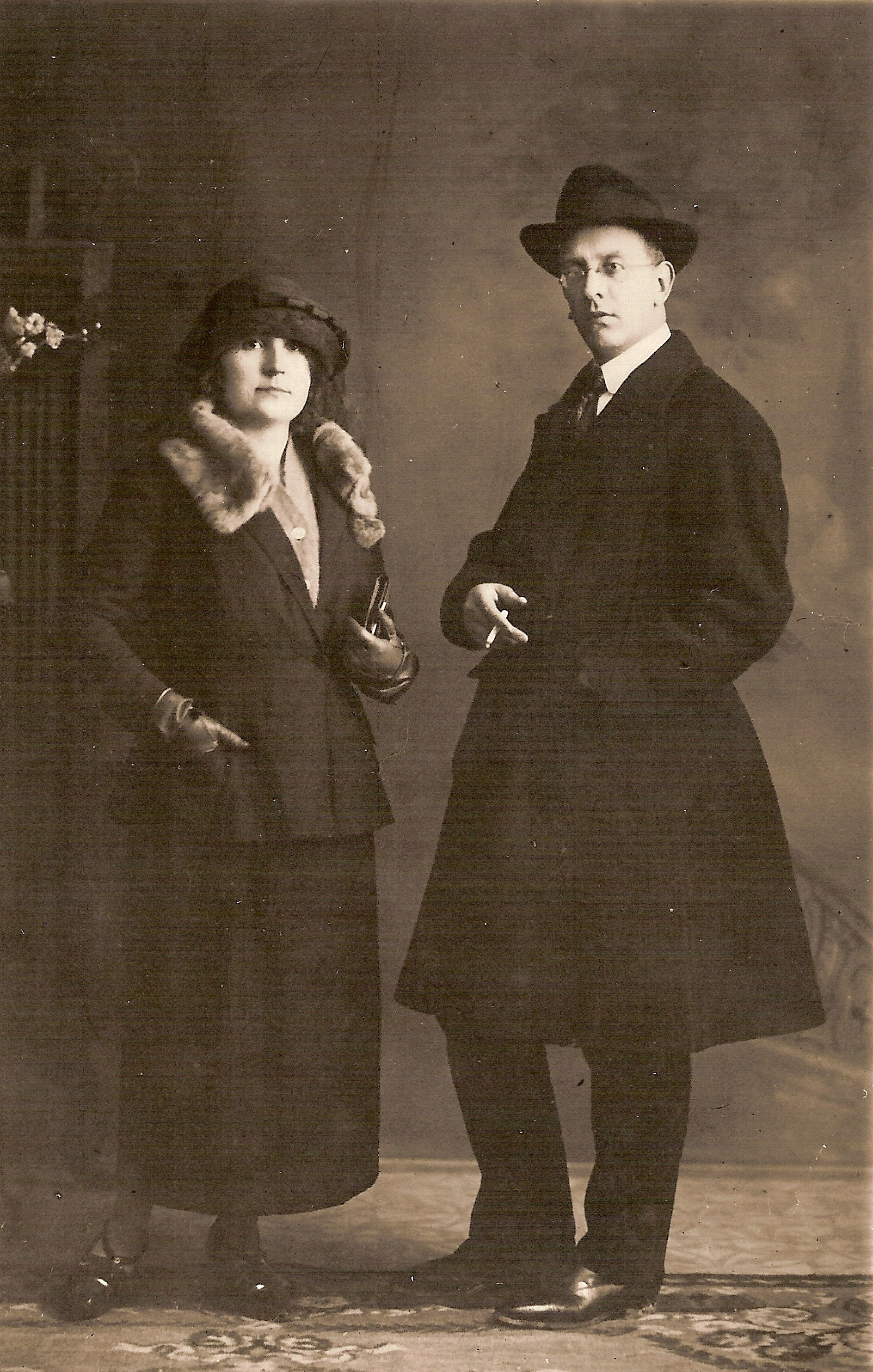
Manuel Brunet, amb la seva esposa, en l'època d'escriure el llibre

El meravellós desembarc dels grecs a Empúries (sic, a l'original) és el títol de la primera i única novel·la escrita pel periodista i escriptor Manuel Brunet i Solà.
L'obra fou escrita per Brunet l'any 1925 i fou editada per l'editorial Diana. Posteriorment, ha estat objecte de 7 reedicions més (Quaderns Literaris-Josep Janés l'any 1934: El meravellós desembarcament dels grecs a Empúries; l'editorial Estel el 1951, l'editorial Selecta el 1956, l'editorial Ausa el 1988, l'editorial Parsifal en edició facsímil el 1993 i per la Diputació de Girona el 2014. El 1943 fou editada en castellà per l'editorial Destino (El maravilloso desembarco de los griegos en Ampurias).
L'obra té per argument la narració de l'arribada i l'arrelament dels primers grecs a Empúries, amb una visió desmitificadora i un punt humorística dels fets, però amb una evident i sentida admiració per la plana empordanesa, la seva gent i el seu paisatge. Com diu el mateix Brunet al pròleg de l'obra, aquest llibre no és més que un pretext per parlar de l'Empordà.

## Estil literari de l'obra
L'obra gaudeix d'un lèxic ric i una ambientació de gran plasticitat. Cal situar la seva elaboració en una fase tardana i poc ortodoxa del Noucentisme, atès el to de terrenitat que Brunet vol aportar al mite classicitzant de l'Empordà, tan vigent en els primers noucentistes.

## Opinions sobre l'obra
En la primera part de les seves memòries (Del meu viatge per la vida. Memòries, 1902-1931), el periodista i escriptor Tomàs Roig i Llop opina que el llibre de Brunet és una obra que mai no morirà, mentre que en la segona part (Del meu viatge per la vida. Memòries, 1931-1939) la judica com a una de les obres més importants de la literatura catalana.
També Josep Pla parla a bastament de l'obra de Brunet, que era bon amic seu. Ho fa al seu llibre Retrats de passaport (volum 17 de la seva Obra Completa editada per Destino), en el capítol dedicat a Manuel Brunet que porta per títol Manuel Brunet, de l'època d'Empúries. Segons Pla, el llibre és curiós des de molts punts de vista. És un llibre d'història prescindint de l'asfixiant -i fals- peu forçat històric professoral -professional. Després de lloar la visió d'una nova manera de classicisme antiprofessoral per part de Brunet (aquest llibre (...) està poblat de formes dels nostres inoblidables Aristides Maillol i Manolo Hugué. No hi cerqueu, doncs, el classicisme de cartó de les acadèmies. És un altre classicisme, el que honradament avui es pot fer), sobre l'arribada dels foceus a Empúries, Pla clou el capítol assegurant que és un llibre bonic, que demostra l'existència de considerables reserves, d'una vasta cultura, d'una intuïció aguda i fina.